# Gatunek charakterystyczny
Gatunek charakterystyczny – gatunek (lub niższy rangą takson), który występuje głównie w określonym syntaksonie, czyli na pewnym terytorium ma „punkt ciężkości” występowania w danym syntaksonie. Oznacza to że:
- w innych syntaksonach nie spotyka się go wcale lub bardzo rzadko,
- występuje z istotnie większym stopniem stałości w danym syntaksonie,
- osiąga w nim większy stopień żywotności.

Przyczyną występowania danych gatunków w określonych zespołach roślinnych jest fakt, że gatunki te mają ściśle określone wymagania środowiskowe w zakresie tolerancji ekologicznej. Gatunek może być charakterystyczny generalnie, terytorialnie, regionalnie lub lokalnie.
W syntaksonomii gatunki charakterystyczne oznaczane są skrótem Ch. Wraz z gatunkami wyróżniającymi i gatunkami towarzyszącymi tworzą tzw. charakterystyczną kombinację gatunków danego syntaksonu.
Tak np. w zespole górskich ziołorośli i traworośli (Calamagrostietum villosae) rosnąć będą takie rośliny, które do życia potrzebują dosyć żyznej ziemi, dobrze nasłonecznionego, wilgotnego środowiska o przepuszczalnym podłożu, z przepływającą dobrze natlenioną wodą. Warunki takie znajdują się w okolicach potoków górskich, źródeł, kotlinek zasilanych wodą wypływającą spod skał, na wilgotnych polanach śródleśnych i obrzeżach lasów.